# 大原海岸

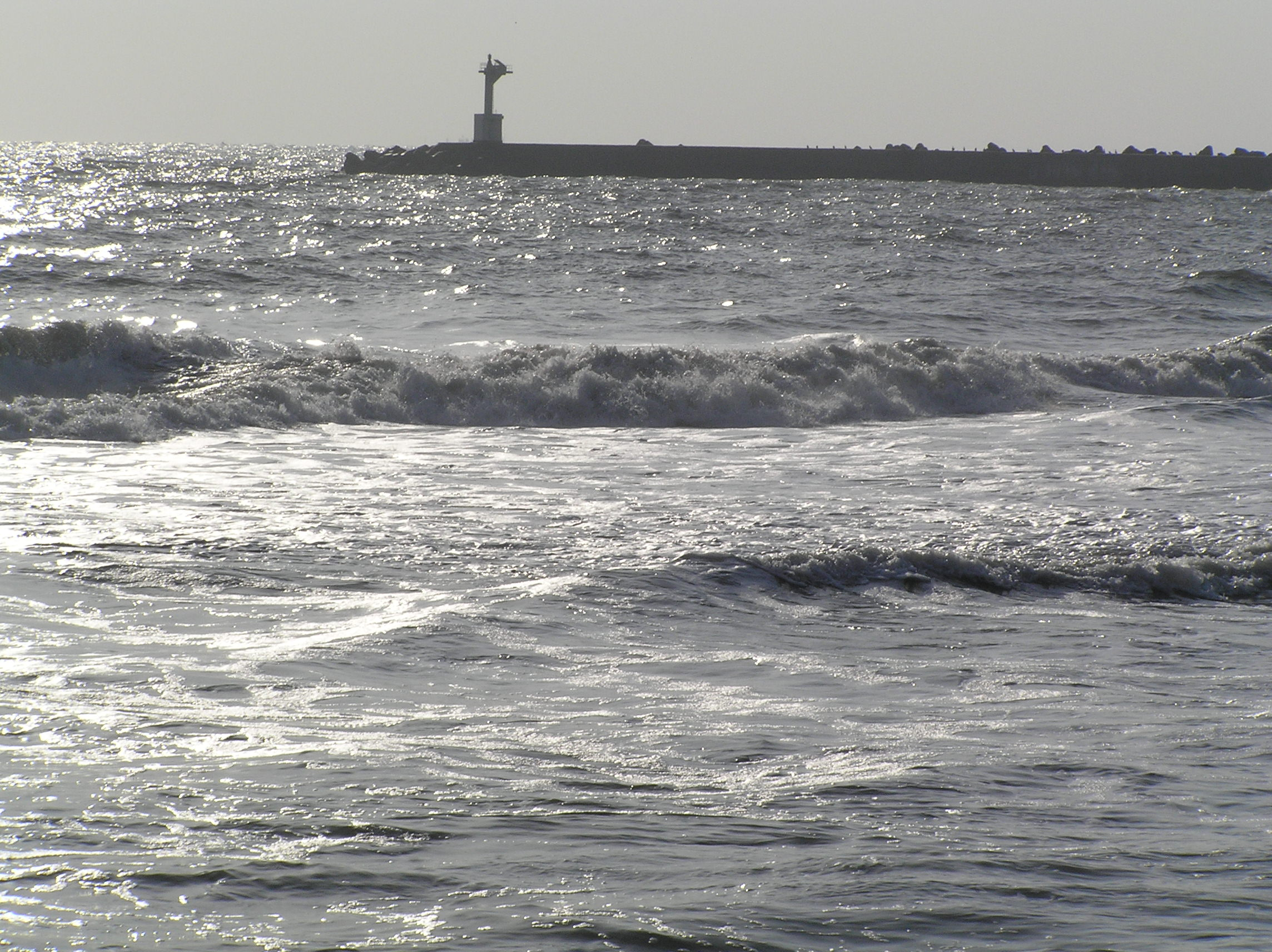
大原海水浴場と大原漁港

大原海岸（おおはらかいがん）とは、千葉県いすみ市新田若山深堀入会地にある海岸である。大原海水浴場でもある。

## 概要

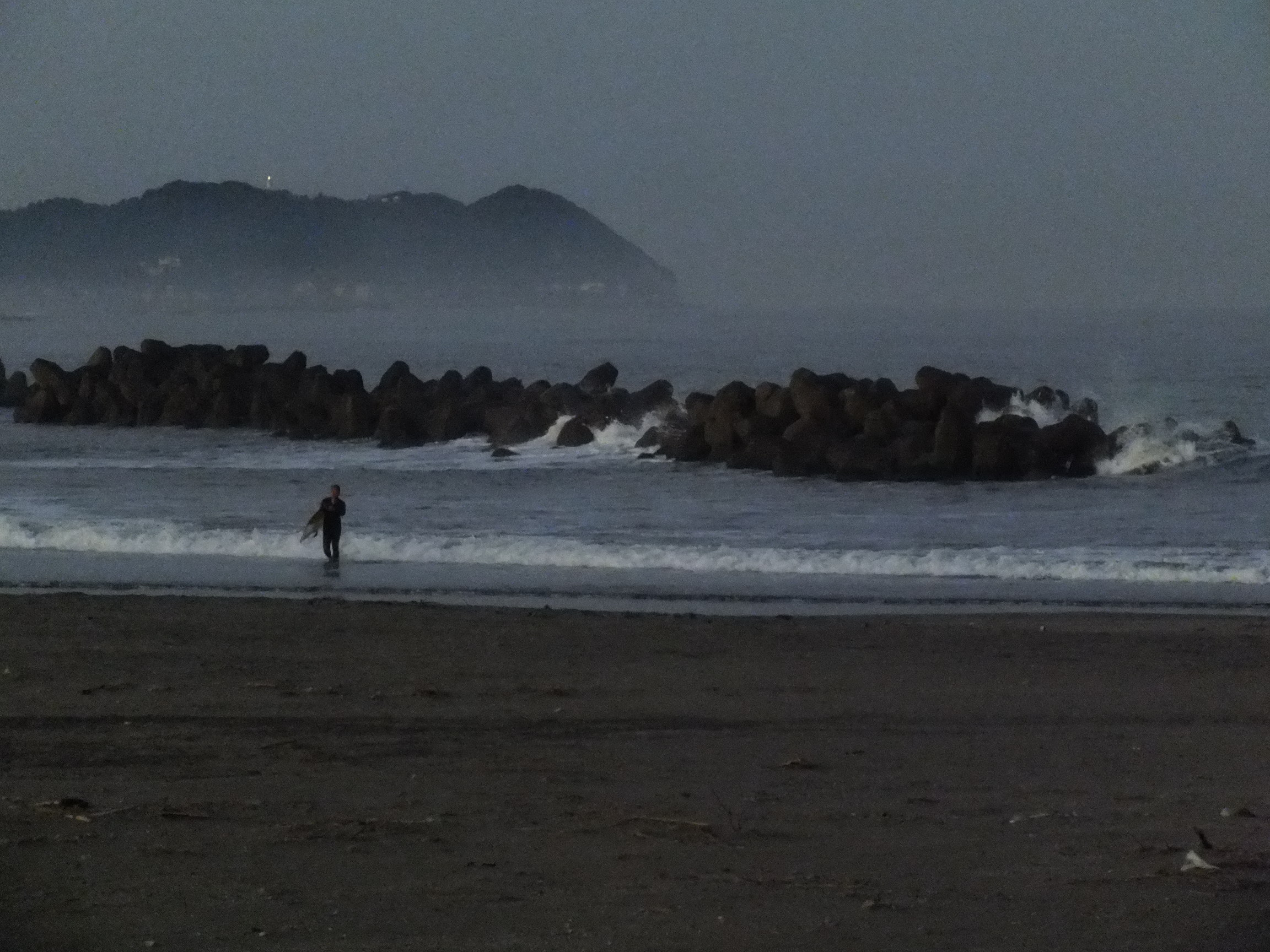
大原海水浴場はサーファーにも人気がある。

大原海岸は毎年7月中旬より8月中旬まで海水浴場として開設され、多くの観光客でにぎわう。公衆トイレ、シャワー、駐車場を完備している。現在の大原海水浴場は塩田川よりも北に位置するが、1970年ころまでは塩田川南の大原漁港に隣接する小さな海水浴場であった。大原漁港の整備のため、漁港が倍以上に拡大され川の南側へ移行された。
つげ義春が短編漫画作品『海辺の叙景』で印象深く描いたが、その海水浴場は移設する前のものである。

## 施設
- 駐車場、水洗トイレ、水シャワー等が無料[1][4]。
- 海水浴期間中は海の家も設置される[1]。

## 所在地
千葉県いすみ市新田若山深堀入会地

## 交通アクセス

### 鉄道
- JR外房線 及び いすみ鉄道 大原駅下車、徒歩20分[1]。

### 自動車
- 九十九里有料道路一宮料金所から国道128号と県道30号経由約25分[1]。
- 圏央道市原鶴舞ICから 国道297号と国道465号経由 45分[1]。